# Vellev Sogn
Vellev Sogn er et sogn i Favrskov Provsti (Århus Stift).
I 1800-tallet hørte Vellev Sogn til Houlbjerg Herred i Viborg Amt. Vellev sognekommune blev ved kommunalreformen i 1970 indlemmet i Hvorslev Kommune, som ved strukturreformen i 2007 indgik i Favrskov Kommune.
I Vellev Sogn ligger Vellev Kirke og hovedgården Østergård.
I sognet findes følgende autoriserede stednavne:
- Enslev (bebyggelse, ejerlav)
- Kovdal (bebyggelse, ejerlav)
- Tostrup (bebyggelse, ejerlav)
- Vellev (bebyggelse, ejerlav)
- Vellev Mose (bebyggelse)